# Driver dagg faller regn (sång ur film)
Driver dagg faller regn, är en folkvisepastisch med text av Oscar Rydqvist och melodi av Bengt Wallerström och Eskil Eckert-Lundin.
Visan skrevs för filmen Driver dagg faller regn (1946). Inledningsstrofen är "Herr Olof han rider att möta sin brud". I filmen sjöngs den av Mona Ekman (1923–2017), som dubbade Mai Zetterling.

### Fotnoter
1. ↑  Driver dagg faller regn Lyricstranslate.com
2. ↑  Mona Ekman Svensk Filmdatabas